# Elena-Gabriela Ruse
Elena-Gabriela Ruse (* 6. November 1997 in Bukarest) ist eine rumänische Tennisspielerin.

## Karriere
Ruse begann mit fünf Jahren mit dem Tennissport und war bereits als Juniorin erfolgreich. 2014 gewann sie die Canadian Open Junior Championships und zog ins Halbfinale der Nachwuchseinzelkonkurrenz von Wimbledon ein. Im Jahr darauf erreichte sie mit Platz 7 der Juniorinnenweltrangliste ihr bestes Ranking.
Schon 2012 gab Ruse ihr Debüt auf der ITF Women’s World Tennis Tour und holte dort 2015 ihren ersten Profititel. 2016 startete sie in ihrer Geburtsstadt Bukarest erstmals bei einem WTA-Turnier, nachdem sie von den Organisatoren eine Wildcard erhalten hatte, musste sich jedoch zum Auftakt Anastasija Sevastova geschlagen geben. In der folgenden Saison durfte sie erneut mit einer Wildcard an den Start gehen und erreichte nach einem Sieg über Isabella Schinikowa erstmals die zweite Runde eines WTA-Turniers. Beim $25.000-Turnier in Bad Saulgau konnte sie anschließend ihren bis dahin größten Titel gewinnen. Aufgrund ihres Aufstiegs in der Weltrangliste, war Ruse in Wimbledon 2018 erstmals in der Qualifikation zu einem Grand-Slam-Turnier startberechtigt und erreichte auf Anhieb das Hauptfeld. Doch in der ersten Runde scheiterte sie an Agnieszka Radwańska.
Es folgte eine längere Periode wechselhafter Ergebnisse, in der Ruse nur selten Erfolge auf der WTA-Tour verbuchen konnte. Ende 2020 erzielte sie in Dubai bei einem ITF-Turnier der $100.000-Kategorie aus der Qualifikation das Halbfinale, an das sie in der ersten Hälfte der Folgesaison jedoch nicht anknüpfen konnte. Im Juli gelang ihr dann der Durchbruch, als sie in Hamburg als Qualifikantin in das Hauptfeld gerückt, nach einem Zweisatzerfolg im Finale gegen Andrea Petkovic überraschend ihren ersten WTA-Titel erringen konnte. Sie bestätigte das Resultat mit dem Erreichen des Endspiels in Palermo in der darauffolgenden Woche, jedoch unterlag sie dort im Endspiel Danielle Collins, die sie in Hamburg im Viertelfinale noch schlagen konnte. Bei den US Open gelang ihr über die Qualifikation der Sprung ins Hauptfeld, wo sie zum Auftakt gegen Markéta Vondroušová verlor. Im Doppel ging sie an der Seite ihrer Landsfrau Monica Niculescu an den Start und kam bis ins Viertelfinale, wo sie in drei Sätzen gegen Alexa Guarachi und Desirae Krawczyk verloren. Die Saison 2021 beendete Ruse zum ersten Mal unter den Top 100 der Weltrangliste.
Für die Australian Open 2022 war sie deshalb automatisch für die Hauptrunde qualifiziert und überstand dort nach einem Erfolg über Jasmine Paolini erstmals die Auftaktrunde eines Grand-Slam-Turniers. Im Anschluss erreichte sie mit Position 61 ihre bis dahin beste Weltranglistenplatzierung.
Bei den US Open 2024 sorgte sie als Qualifikantin für eine große Überraschung, nachdem sie nach einem Sieg über Julia Grabher auch die an Position acht gesetzte Barbora Krejčíková und damit die amtierende Wimbledonsiegerin in zwei Sätzen aus dem Turnier warf. Gegen die ebenfalls gesetzte Paula Badosa verlor sie erst im Match-Tie-Break knapp. Damit erreichte Ruse erstmals die dritte Runde eines Grand-Slam-Turniers.
2020 gab Ruse bei der 2:3-Niederlage gegen Russland ihr Debüt für die rumänische Fed-Cup-Mannschaft. Im Einzel unterlag sie Jekaterina Alexandrowa und im entscheidenden Doppel gemeinsam mit Jaqueline Cristian dem Duo Anna Blinkowa und Anna Kalinskaja. Ihre Gesamtbilanz liegt bei 1:2.

## Erfolge

### Einzel

#### Turniersiege
| Nr. | Datum             | Turnier     | Kategorie     | Belag | Finalgegnerin      | Ergebnis       |
| --- | ----------------- | ----------- | ------------- | ----- | ------------------ | -------------- |
| 1.  | 13. Dezember 2015 | Antalya     | ITF $10.000   | Sand  | Ekaterine Gorgodse | 1:6, 7:63, 6:2 |
| 2.  | 21. Februar 2016  | Antalya     | ITF $10.000   | Sand  | Joséphine Boualem  | 7:63, 0:6, 6:1 |
| 3.  | 28. Februar 2016  | Antalya     | ITF $10.000   | Sand  | Nina Potočnik      | 7:5, 4:6, 6:2  |
| 4.  | 3. April 2016     | Hammamet    | ITF $10.000   | Sand  | Julia Grabher      | 6:4, 6:1       |
| 5.  | 6. August 2017    | Bad Saulgau | ITF $25.000+H | Sand  | Chiara Scholl      | 6:1, 6:2       |
| 6.  | 13. August 2017   | Arad        | ITF $15.000   | Sand  | Nina Potočnik      | 6:4, 6:1       |
| 7.  | 11. Juli 2021     | Hamburg     | WTA 250       | Sand  | Andrea Petković    | 7:66, 6:4      |

### Doppel

#### Turniersiege
| Nr. | Datum             | Turnier             | Kategorie      | Belag             | Partnerin             | Finalgegnerinnen                          | Ergebnis           |
| --- | ----------------- | ------------------- | -------------- | ----------------- | --------------------- | ----------------------------------------- | ------------------ |
| 1.  | 14. August 2015   | Arad                | ITF $10.000    | Sand              | Jaqueline Cristian    | Andreea Ghițescu Katarína Strešnáková     | 6:3, 6:4           |
| 2.  | 20. Februar 2016  | Antalya             | ITF $10.000    | Sand              | Petja Arschinkowa     | Eleni Daniilidou Arina Folts              | 7:60, 6:4          |
| 3.  | 27. Februar 2016  | Antalya             | ITF $10.000    | Sand              | Dasha Ivanova         | Adrijana Lekaj Viktoriya Tomova           | 7:61, 6:1          |
| 4.  | 3. April 2016     | Hammamet            | ITF $10.000    | Sand              | Katharina Hobgarski   | Ola Abou Zekry Snehadevi Reddy            | 6:4, 6:4           |
| 5.  | 26. August 2017   | Hódmezővásárhely    | ITF $25.000    | Sand              | Eva Wacanno           | Martina Di Giuseppe Anna-Giulia Remondina | 6:3, 6:1           |
| 6.  | 2. September 2017 | Mamaia              | ITF $25.000    | Sand              | Anastassija Komardina | Dea Herdželaš Oana Georgeta Simion        | 3:6, 6:1, [10:6]   |
| 7.  | 8. September 2018 | Montreux            | ITF $60.000    | Sand              | Andreea Mitu          | Laura Pigossi Maryna Zanevska             | 4:6, 6:3, [10:4]   |
| 8.  | 1. Februar 2020   | Andrézieux-Bouthéon | ITF $60.000    | Hartplatz (Halle) | Jaqueline Cristian    | Ekaterine Gorgodse Raluca Șerban          | 7:66, 6:74, [10:8] |
| 9.  | 30. Oktober 2020  | Istanbul            | ITF $25.000    | Hartplatz (Halle) | Jaqueline Cristian    | Maia Lumsden Melis Sezer                  | 6:3, 6:4           |
| 10. | 19. Juni 2021     | Nottingham          | ITF W100+H     | Rasen             | Monica Niculescu      | Priscilla Hon Storm Sanders               | 7:5, 7:5           |
| 11. | 21. Juni 2024     | Ilkley              | ITF W100       | Rasen             | Kristina Mladenovic   | Quinn Gleason Tang Qianhui                | 6:2, 6:2           |
| 12. | 6. Oktober 2024   | Hongkong            | WTA Challenger | Hartplatz         | Monica Niculescu      | Nao Hibino Makoto Ninomiya                | 6:3, 5:7, [10:5]   |
| 13. | 8. Dezember 2024  | Angers              | WTA Challenger | Hartplatz (Halle) | Monica Niculescu      | Belinda Bencic Céline Naef                | 6:3, 5:7, [10:5]   |

## Abschneiden bei Grand-Slam-Turnieren

### Einzel
| Turnier         | 2018 | 2019 | 2020 | 2021 | 2022 | 2023 | 2024 | 2025 | Karriere |
| --------------- | ---- | ---- | ---- | ---- | ---- | ---- | ---- | ---- | -------- |
| Australian Open | —    | —    | Q3   | —    | 2    | Q2   | —    | 2    | 2        |
| French Open     | —    | —    | Q3   | Q2   | 1    | Q2   | Q3   | 2    | 2        |
| Wimbledon       | 1    | 1    |      | Q1   | 1    | Q2   | 1    | 1    | 1        |
| US Open         | Q1   | Q3   | —    | 1    | 2    | 1    | 3    |      | 3        |

Zeichenerklärung: S = Turniersieg; F, HF, VF, AF = Einzug ins Finale / Halbfinale / Viertelfinale / Achtelfinale; 1, 2, 3 = Ausscheiden in der 1. / 2. / 3. Hauptrunde; Q1, Q2, Q3 = Ausscheiden in der 1. / 2. / 3. Qualifikationsrunde; nicht ausgetragen

### Doppel
| Turnier         | 2021 | 2022 | 2023 | 2024 | 2025 | Karriere |
| --------------- | ---- | ---- | ---- | ---- | ---- | -------- |
| Australian Open | —    | 1    | HF   | —    | VF   | HF       |
| French Open     | —    | VF   | AF   | HF   | —    | HF       |
| Wimbledon       | —    | 1    | 2    | AF   | 2    | AF       |
| US Open         | VF   | 1    | AF   | 2    |      | VF       |